# Dimitar Pawlow
Dimitar Pawlow (bulg. Димитър Павлов) (* 7. September 1937 in Kichevo; † 6. Oktober 2019) war ein bulgarischer Politiker der Bulgarischen Sozialistischen Partei.

## Leben
Im Jahr 1959 schloss er sein Studium an der Marineakademie in Warna ab und wurde ein Mitglied der Bulgarischen Kommunistischen Partei (BKP), in deren Nachfolgepartei BSP (Bulgarische Sozialistische Partei) er immer noch Mitglied ist. 
1974 besuchte er die Marineakademie in Leningrad.
Von 1988 bis 1990 war Pawlow stellvertretender Kommandeur der bulgarischen Marine, von 1990 bis 1992 der offizielle Kommandant. 
Von 1995 bis 1997 war er Nachfolger von Bojko Noew als Verteidigungsminister von Bulgarien unter Ministerpräsident Schan Widenow. Sein Nachfolger im Amt wurde Georgi Ananiew.